# Термоскоп
Термоскоп или Галилејев термометар је инструмент за мјерење температуре у облику затвореног стакленог цилиндра испуњеног провидном течношћу у коју су уроњени тегови различите просјечне густине. Тегови се обично праве као шупље стаклене кугле, дјелимично испуњене течностима разних боја. Густина провиднe течности зависи од температуре, па тегови чија је густина већа тону на дно, а други пливају ка врху.
Температура се одређује према боји најнижег утега који не тоне или лебди испод врха, а новије верзије обично имају на теговима објешене плочице са износима температура на некој од уобичајених скала (нпр. у Целзијусовим степенима). За исправан рад, толеранција масе утега мора бити боља од једног микрограма.

## Функционисање
Термоскоп ради на принципу Архимедовог закона, који одређује да ли ће предмет плутати или тонути у одређеној течности. Једини фактор који ово одређује је густина течности у коју је предмет уроњен. Уколико је маса предмета већа од масе течности чије је мјесто предмет заузео, предмет ће тонути. Ако је маса предмета мања од масе те течности, објекат ће плутати.
Претпоставимо да имамо два предмета, различите густине, од којих је сваки димензија 10х10 центиметара (један дециметар кубни, односно један литар) и да смо изабрали воду као течност у посуди. Маса воде коју би сваки од ових предмета истиснуо својом запремином је тачно 1 килограм. Смеђи предмет на лијевој страни слике 1 плута, јер је маса воде коју би истиснуо, кад би био потпуно уроњен, већа од масе предмета. Он плута уроњен до пола, јер је ово ниво на којем је маса истиснуте воде једнака маси предмета. Зелени предмет на слици је потонуо, јер је маса воде коју он својом запремином замијени (1 кг) мања од масе предмета (2 кг).
Неће сви предмети начињени од зеленог материјала на слици 1 тонути у води. На слици 2 видимо предмет од исте материје, али такав да је изнутра шупаљ. Укупна маса овог предмета је пола килограма, премда је запремина иста, тако да плута уроњен до пола, као смеђи предмет на слици 1.
У овим примјерима, течност о којој се говори је вода. Вода има густину од 1 кг/л, што значи да ће маса воде, коју истисне било који предмет који потоне, бити тачно један килограм.
Галилео Галилеј је открио да густина неке течности зависи од њене температуре. Термоскоп је заснован на овој теорији. Вода постиже највећу густину на температури од 4 °, а како температура расте или опада, густина течности се смањује.
На слици 3 се види предмет начињен од зеленог материјала, тежак 1 килограм. У лијевом суду, густина течности је 1,001 кг/л. Пошто је маса предмета мања, он плута. У десном суду, густина течности је 0,999 кг/л. Пошто је предмет тежи, он тоне. На овом примјеру видимо да веома мале разлике у маси могу учинити да предмет плута или потоне.
Код Галилеовог термометра, мале стаклене кугле су попуњене различитим (обојеним) течностима. Кад се произведе једна таква стаклена кугла, она се означи својом ефективном густином. Иако се густина оваквог предмета под утицајем различитих температура такође мијења, утицај те промјене је занемарљив. Течност у коју су уроњени, међутим, бира се тако да реагује на температуру и више него вода (обично неки инертни угљоводоник). На тај начин, чак и мале промјене у температури (дакле и у густини течности) ће утицати да неки од стаклених предмета тону, а неки плутају.
На слици 4 види се термоскоп на двијема различитим температурама (температурна скала на слици изражена је у Фаренхајтима). Ако су неке кугле потонуле на дно, неке изрониле на врх, а нека остала да плута у међупростору, онда се температура очитава са ознаке на кугли која плута у средини, тј. ове посљедње (на слици 4 температура је 76 степени). Ако су све или потонуле на дно, или се одржале на површини, онда се приближна температура може израчунати тако што се узме број са највише од кугли које су потонуле, сабере са бројем на најнижој од кугли које су испливале, те подијели са два ({\displaystyle {\frac {68+72}{2}}} на слици 4).
Кугле и тежине би требало да се изаберу тако да се не заглаве једна с другом, тако што ће бити или већег пречника него полупречник посуде, да би се одржао њихов распоред по вертикали, или много мањег пречника, тако да могу слободно плутати на све стране.